# Alcalá del Valle
Alcalá del Valle ist eine südspanische Kleinstadt und eine Gemeinde (municipio) mit 4.936 Einwohnern (Stand: 2024) im Nordosten der Provinz Cádiz in der Autonomen Gemeinschaft Andalusien. Alcalá del Valle gehört zu den „Weißen Dörfern“ Andalusiens.

## Lage und Klima
Die etwa 630 m hoch gelegene Kleinstadt Alcalá del Valle liegt am Nordrand der Serranía de Ronda. Die Provinzhauptstadt Cádiz befindet sich ca. 140 km (Fahrtstrecke) südwestlich; die Stadt Ronda liegt nur ca. 23 km südlich. Das sehenswerte Städtchen Olvera ist ebenfalls nur etwa 23 km entfernt. Das Klima ist gemäßigt bis warm; Regen (ca. 745 mm/Jahr) fällt überwiegend im Winterhalbjahr.

## Bevölkerungsentwicklung
| Jahr      | 1857  | 1900  | 1950  | 2000  | 2020  |
| Einwohner | 2.628 | 3.211 | 5.082 | 5.281 | 5.043 |

Trotz der zunehmenden Mechanisierung der Landwirtschaft, der Aufgabe bäuerlicher Kleinbetriebe und dem daraus entstandenen Mangel an Arbeitsplätzen auf dem Lande ist die Einwohnerzahl der Gemeinde seit den 1950er Jahren vergleichsweise konstant geblieben.

## Wirtschaft
An erster Stelle im Wirtschaftsleben der Gemeinde steht traditionell die ursprünglich zur Selbstversorgung betriebene Landwirtschaft. Auf den Feldern werden Weizen, Gerste, Wein etc. kultiviert; die Hausgärten lieferten Gemüse und später auch Kartoffeln, Tomaten und Spargel. Seit den 1960er Jahren spielt auch der innerspanische Tourismus eine gewisse Rolle im Wirtschaftsleben der Gemeinde.

## Geschichte
Bereits für die prähistorische Zeit sind menschliche Aktivitäten in der Gegend nachweisbar; sesshaft wurden die Menschen jedoch erst allmählich in der Zeit um 3000 v. Chr., was auch mit dem Abbau von Erzen und der Metallgewinnung zusammenhängt. Aus iberisch-römischer und selbst aus islamisch-maurischer Zeit fehlen Daten und Erkenntnisse. Das Gebiet um die Städte Setenil und Ronda wurde erst um 1484/85 von den Christen unter der Führung der Katholischen Könige Isabella I. und Ferdinand II. zurückerobert (reconquista). Möglicherweise erst danach erfolgte die Gründung von Alcalá (= „Festung“, „Burg“) durch eine Gruppe vertriebener oder geflüchteter Muslime.

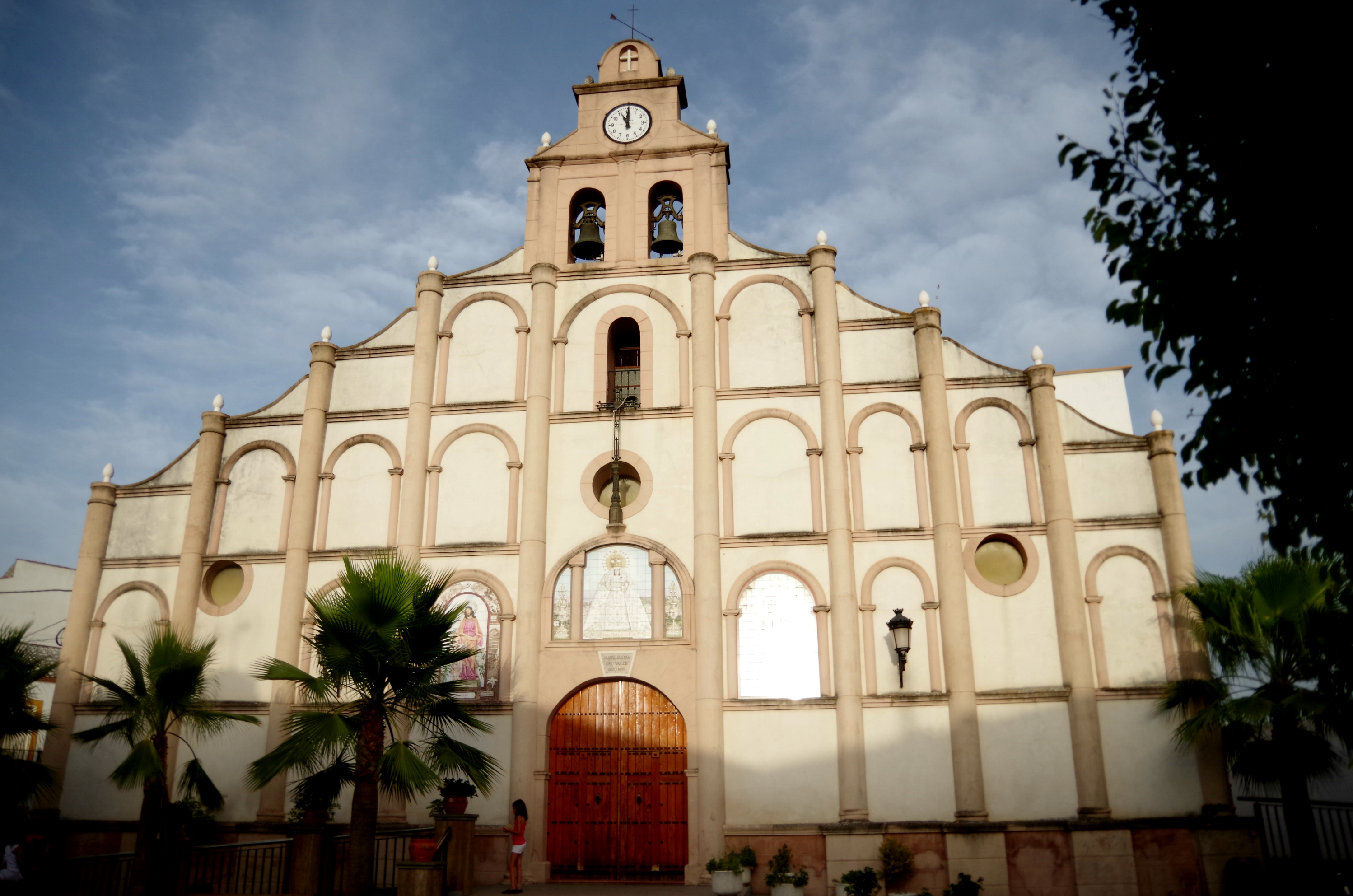
Alcalá del Valle – Iglesia Santa María del Valle

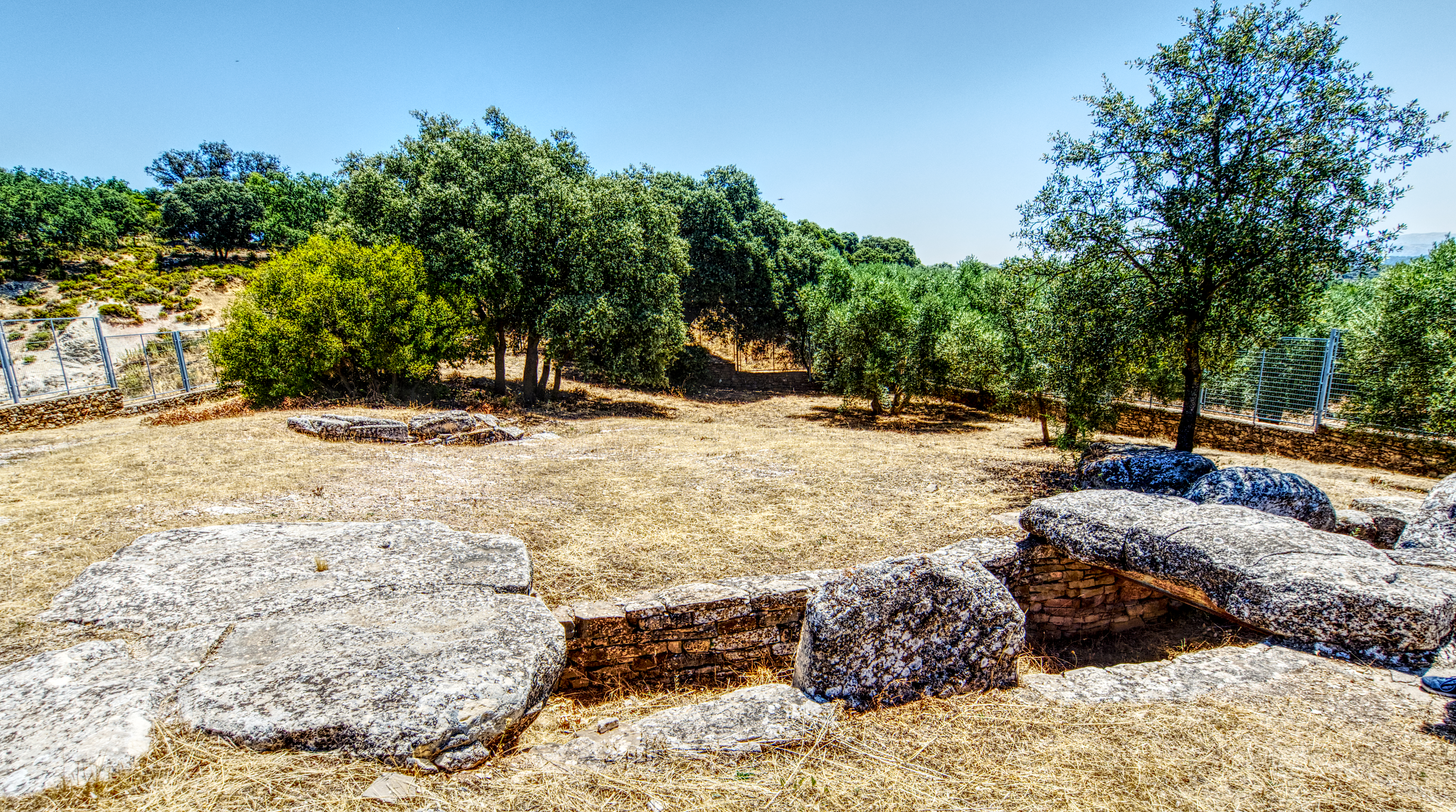
Dolmenes de Tomillos

## Sehenswürdigkeiten
- Die Iglesia Santa María del Valle mit ihrer ungewöhnlichen turmlosen, dafür aber mit zahlreichen Blendbögen überzogenen Fassade entstand um das Jahr 1800 in einem eigenartig schmucklosen Barockstil. Die durch zwei Arkadenbögen in drei Schiffe unterteilte Kirche bewahrt ein barockes Taufbecken (pila bautismal).[6]
- Die Fuente Grande ist eine ehemals bedeutsame Brunnenanlage der Stadt, die in späterer Zeit auch als Waschplatz und als Viehtränke (abrevadero) genutzt wurde. Bei ihrer Restaurierung im Jahr 1997 wurden einige antike Kapitelle entdeckt, die auf eine Besiedlung des Platzes in römischer Zeit hindeuten könnten.[7]

Umgebung
- Der Cortijo de la Cacería ist ein im Wald gelegenes, um das Jahr 1700 erbautes Jagdgebäude.[8][9]
- Die drei im Jahr 1983 freigelegten Großsteingräber der Dolmenes de Tomillos befinden sich knapp 7 km nordöstlich des Ortes. Zwei der Dolmen sind Ganggräber, der dritte ähnelt mehr einem Steinkistengrab. Die meisten Decksteine sind verschwunden.[10][11]
- Ca. 6 km nördlich des Ortes liegt der vom 16. bis 18. Jahrhundert erbaute Convento de Caños Santos.